# Maik de Boer
Michael Stephanus Maria (Maik) de Boer (Amsterdam, 24 december 1960) is een Nederlands stylist.

## Levensloop
De Boer bezocht de tuinbouwschool en de juwelierschool en werkte tien jaar in de hotellerie. De laatste vijf jaar van zijn hotelcarrière werkte hij in New York. Hij keerde terug naar Nederland om met zijn grote liefde mode en kleding aan de slag te gaan. Hij begon zijn stage bij het televisieprogramma Oppassen!!!. Zijn eerste echte baan als stylist was ook in de comedyhoek: hij was assistent styling in het laatste seizoen van Zeg 'ns Aaa. Daarna nam hij de gehele styling over van de serie Oppassen.
De Boer begon zijn carrière bij de VARA en kleedde daar onder anderen Astrid Joosten, Jack Spijkerman en Inge Diepman. Hij deed de styling voor fotosessies van Linda de Mol, Irene Moors en Ruth Jacott. Voor Jacott verzorgde hij de gehele styling van verscheidene theatertournees.
Televisieprogramma’s waar De Boer bij betrokken was zijn: Koffietijd, Vijf uur show, rolletjes in GTST, De Garage, Zonder Ernst, Life & Cooking, LookingGood en Dancing with the Stars. In 2008 deed hij mee aan Ranking the Stars, toen een programma van BNN.
In 2009, 2010 en in 2011 speelde hij gastrollen in De TV Kantine. Daarnaast speelde hij mee in Gooische Frieten en de speelfilm Leve Boerenliefde (2013). In 2010 was hij jurylid van Korenslag, waarin men zocht naar het beste koor van Nederland. Ook was De Boer te zien in de EO-serie Op zoek naar God (2014). Sinds januari 2015 is hij jurylid in het televisieprogramma Door het Oog van de Naald. Tevens speelde hij rollen in de Film Homies en de Familie Kruijs beide bij RTL 4 en was te zien in de Passion. Hij was geregeld te zien bij Life4You en als lifestyle-deskundige en society-watcher in het programma RTL Boulevard.
In 2016 deed De Boer mee aan het televisieprogramma Zullen we een spelletje doen?. In 2022 is De Boer te zien in het Videoland-programma Celebrity Apprentice. In 2023 was hij te zien als secret singer in het televisieprogramma Secret Duets. In datzelfde jaar deed De Boer mee aan het televisieprogramma Serious Christmas.
In 2024 deed De Boer mee aan het televisieprogramma Moordfeest. In september 2024 deed De Boer mee aan het televisieprogramma De Verraders Halloween als getrouwe.
In 2025 doet De Boer samen met Bente Fokkens mee aan het Videoland-programma Het Jachtseizoen: Most Wanted.